# 伊莉莎
伊莉莎（1986年6月3日—），原名伊琳娜·卡普特洛娃（烏克蘭語：Ірина Каптелова），乌克兰籍女演员，出生于乌克兰第聂伯罗彼得罗夫斯克。她在中国的很多影视剧中有出演过角色，其中在《我的娜塔莎》中出演了女主角。

## 生平
1986年，伊莉莎出生于乌克兰的第聂伯罗彼得罗夫斯克。2003年，她考入第聂伯彼得罗夫斯克国立大学国际新闻系，2008年毕业，之后当了一小段时间的电视主持人。她曾师从乌克兰人民艺术家、塔拉斯-舍甫琴科奖得主、波多利剧院艺术总监马拉霍夫·维塔利·尤希莫维奇学习表演。2012年，她被俄罗斯戏剧学院表演系录取。
2009年拍摄的电影《冬天不冷》中的一个名为达莉亚的女兵是她在中国出演的第一个角色，该电影改名“疯狂的导演”后于2013年上映。在几部电视剧中出演一些角色之后，她因在2012年出演的电视剧《我的娜塔莎》中出演女主角娜塔莎而受到了广泛的关注。《我的娜塔莎》讲述一个中国男子和一个俄罗斯姑娘之间贯穿50多年的跨国之恋，该剧是中国第一部由外籍女演员出任女主角的上星电视剧。《我的娜塔莎》上映后获得了巨大的成功，伊莉莎也在中国内地成为著名演员。她的表演获得了影评人和媒体广泛的好评，伊莉莎还凭借该片获得国剧盛典2012年度最受关注海外女演员的奖项。

## 作品

### 电影
| 年份 | 名称             | 角色         | 备注     |
| ---- | ---------------- | ------------ | -------- |
| 2011 | 虎头要塞细菌     | 莎娃         | 苏联特工 |
| 2013 | 疯狂的导演       | 达莉亚       | 女兵     |
| 2015 | 青海湖畔         |              |          |
| 2015 | 相伴库里申科     | 伊娜（青年） |          |
| 2016 | 莫斯科离大同不远 | 娜佳         |          |
| 2018 | 滴血的红杜鹃     |              |          |
| 2018 | 中国蓝盔         | 苏菲         |          |

### 电视剧
| 年份 | 名称                                   | 角色        | 备注             |
| ---- | -------------------------------------- | ----------- | ---------------- |
| 2009 | 东北爱情故事（又名：俄罗斯姑娘在小城） | 冬妮娅      |                  |
| 2010 | 医者仁心                               | 爱丽丝      | 麻醉师           |
| 2011 | 潮人                                   | 娜卡丽      |                  |
| 2011 | 东方                                   | 官员        | 客串             |
| 2012 | 我的娜塔莎                             | 娜塔莎      |                  |
| 2012 | 大掌门                                 | 娜达莎      |                  |
| 2013 | 闯关东前传                             | 卡佳        |                  |
| 2013 | 铁血兄弟                               | 伊莲        |                  |
| 2013 | 打狗棍                                 | 玛利亚      | 国际战士         |
| 2013 | 容闳                                   | 玛丽·凯罗克 | 容闳之妻         |
| 2014 | 王大花的革命生涯                       | 伊莲娜      |                  |
| 2014 | 青年旅舍                               | 艾玛        |                  |
| 2015 | 迫在眉睫（又名：护宝联盟）             | 玛丽        | 杀手             |
| 2016 | 东方战场                               | 史沫特莱    | 美国著名反战记者 |
| 2016 | 麻辣变形计                             | 柳莎        |                  |
| 2016 | 神犬小七第二季                         | 郝心情      |                  |
| 2016 | 欢喜密探                               | 娜塔莎      | 罗刹国公主       |
| 2021 | 海洋之城                               | 海瑟薇      |                  |

## 综艺节目
- 天津卫视《星梦奇缘》2015-04-10期（视频 （页面存档备份，存于））